# KIC 11145123
KIC 11145123 (auch Kepler 11145123) ist ein 4.000 Lichtjahre entfernter Blauer Riese mit einem Durchmesser 1,5 Millionen Kilometern. Er gehört zu den Veränderlichen Sternen.

## Rundestes stellares Objekt
Bei einem Durchmesser von 1,5 Millionen Kilometer beträgt die Äquatorabweichung nur 3 Kilometer. Damit ist er der rundeste je entdeckte Stern. Dies lässt sich durch eine langsame Rotation die an der Oberfläche 99 Tage und am Kern 105 Tage beträgt und durch ein verhältnismäßig schwaches Magnetfeld erklären. Auch ein umkreisender Exoplanet könnte dies noch zusätzlich begünstigen.